# Château du Chambon (Haute-Loire)
Pour les articles homonymes, voir Château du Chambon et Chambon.
Le château du Chambon est un château situé sur la commune de Cerzat dans le département de la Haute-Loire, en région Auvergne-Rhône-Alpes.

## Historique
Le château, édifié en 1409 par Guillaume de Blau, seigneur de Gibertès, Auvers et Cronce, est une importante maison forte du XVe siècle remaniée au fil des siècles. Guillaume de Blau acheta la seigneurie du Chambon et abandonna son château de La Roche-Blau au profit de Chambon.
Après le décès de Françoise Blau de Gibertès au XVIIe siècle, le château fut vendu à Jean Véal. Jean Balthazar Véal de Blau, officier de l'armée de Condé, vit ses biens placés sous séquestre sous la Révolution. Rentré en France sous la Restauration, il devint maire de Langeac. Après son décès, n'ayant pas de descendants, il légua ses biens à Messieurs de Lastic et de Chazelles.
Le monument fait l’objet d’une inscription au titre des monuments historiques depuis le 28 juillet 1998.